# Karl Buff
Karl Buff (* 13. Februar 1862 in Gießen; † 13. September 1907 in Dresden) war ein deutscher Sänger.

## Leben
Buffs Großtante war Charlotte Buff, die Goethe zu den Leiden des jungen Werthers angeregt hatte. Seine Eltern waren der Reichsgerichtsrat Wilhelm Buff und seine Frau Wilhelmine geb. Müller (1829–1882).
Buff besuchte das Landgraf-Ludwigs-Gymnasium und ab 1875 die Thomasschule zu Leipzig. Zum Sommersemester 1880 immatrikulierte er sich an der Hessischen Ludwigs-Universität für Rechtswissenschaft. Am 29. März 1880 renoncierte er als Buff 11 beim Corps Hassia Gießen. Er wurde am 25. Mai 1881 recipiert und zeichnete sich als Subsenior und Senior aus. Zum Wintersemester 1882/83 wechselte er an die Universität Leipzig. Bei Guestphalia Leipzig recipiert, wurde er nach Kösener Brauch zum Consenior gewählt. Vom Winter 1883 bis zum November 1884 war er wieder in Gießen. 
Als begabter Tenor ließ er seine Stimme von 1884 bis 1887 bei Gustav Scharfe in Dresden ausbilden. Seit 1886 an der Hofbühne in Weimar, wurde er 1890 zum Großherzoglichen Kammersänger ernannt. 1887 kam er als Volontär an die Dresdner Hofoper. Von 1888 bis 1894 war er am Weimarer Hoftheater engagiert. Er sang am 5. Mai 1891 in der Uraufführung des Gunlöd, am 10. Mai 1894 in der Uraufführung des Guntram und 1892 den Werther in der deutschen Erstaufführung von Massenets gleichnamiger Oper. Von 1894 bis 1897 trat er am Neuen Königlichen Hoftheater in Wiesbaden auf. Er war 1897/98  an der Wiener Hofoper im Engagement, folgte aber bereits 1899 dem Ruf der Dresdner Hofoper. Große Erfolge feierte er bei Gastspielen an der Berliner Hofoper (1901), am Deutschen Theater Prag (1901, 1905), an der Volksoper Wien, der Frankfurter Oper, der Leipziger Oper, der Oper Breslau, am Theater des Westens (1901), am Hoftheater Darmstadt, an Det Kongelige Teater und anderen Bühnen. Nachdem er 1903 die Bühne verlassen hatte,
wurde er 1905 in Dresden zum Kammersänger ernannt. Als geschätzter Konzert- und Liedersänger setzte er sich für die  Zeitgenössische Vokalmusik ein. Nach einem Gastspiel in Berlin erschoss er sich auf der Heimfahrt im Zug nach Dresden. Das Ereignis verstörte die Corpsbrüder, da er „...die Tage vorher in Gießen (auf dem Corpshaus) noch fröhlich mitgefeiert hatte“. Der Grund für den Freitod des unverheirateten Mannes ist auch bei Hassia nicht bekannt.

## Opernpartien
Mit seiner strahlenden, besonders in hohen Tonlagen ausgezeichneten Tenorstimme war er vor allem im italienischen und französischen Repertoire erfolgreich. 
- Graf Almaviva in Il barbiere di Siviglia
- Elvino in La sonnambula
- Arnoldo in Guillaume Tell (Rossini)
- Tonio in La fille du régiment
- Edgardo in Lucia di Lammermoor
- Manrico in Il trovatore
- Radames in Aida
- Don Ottavio in Don Giovanni
- Tamino in Die Zauberflöte
- Jacquino in Fidelio
- Lohengrin
- David in Die Meistersinger von Nürnberg
- George Brown in La dame blanche
- Wilhelm Meister in Mignon
- José in Carmen
- Chapelou in Le postillon de Lonjumeau
- Nureddin in Der Barbier von Bagdad

## Aufnahmen
Auf Schallplatten erhalten sind „sechs äußerst seltene Titel“ (1905–1907).

## Ehrungen
- Herzoglich Coburg-Gothaische Verdienstmedaille für Kunst und Wissenschaft (1890)
- Großherzoglich Luxemburgische Goldene Medaille für Kunst und Wissenschaft (1898)
- Mecidiye-Orden 3. Klasse
- Großherzoglich Mecklenburgisch-Schwerinsche Medaille für Kunst und Wissenschaft
- Osmanje-Orden, Komtur
- Orden der Krone von Rumänien, Ritter